# Athol Island
Athol Island är en ö i Bahamas.   Den ligger i distriktet New Providence District, i den centrala delen av landet, 8 kilometer öster om huvudstaden Nassau.